# Colonne de la Sainte Trinité d'Olomouc
La colonne de la Sainte Trinité d’Olomouc en Moravie (Tchéquie) est une colonne commémorative baroque érigée en 1740 à la fin d’une épidémie de peste. Œuvre du sculpteur Ondrej Zahner, elle a été inscrite en 2000 sur la liste du patrimoine mondial de l’UNESCO.
D’une hauteur de 35 mètres, elle est ornée de sculptures religieuses caractéristiques de l’Europe centrale.

## Histoire
L'édification des colonnes de la peste s'est répandue avec le concile de Trente et se présente comme une des expressions de l'art baroque. Leur premier modèle est la colonne de Santa Maria Maggiore, érigée à Rome en 1614.
À l'origine, c'est la tour Marianne de la place basse qui avait été proposée comme action de grâce pour célébrer la fin de l'épidémie de peste à Olomouc. Son constructeur, Vaclav Render (cs), tailleur de pierre de la ville et architecte officiel de l'Empire, n'estimait cependant pas l'édifice assez somptueux et lui vint alors à l'esprit de bâtir une colonne bien plus grandiose. Imposant sa volonté, il sut convaincre la ville pour l'aider financièrement à monter son projet. 
La colonne de la Sainte Trinité devint l'œuvre suprême de nombreux artistes et maîtres artisans, bien qu'elle ne leur apportât que peu de chances. Le premier à trépasser pendant la construction de l'œuvre ne fut nul autre que son initiateur lui-même, Vaclav Render, qui ne fut témoin que de la pose du premier étage. En accord avec la volonté du défunt artiste, s'engagèrent à sa suite nombre de maîtres artisans, tous fauchés par la mort avant d'avoir pu achever la construction. 
Parmi les successeurs, nommons Frantisek Thoneck, Jan Vaclav Rokick et Augustin Scholtz, qui ne virent jamais la tour achevée. Le fils de Rokick, Jan Ignac, parvint finalement à finir la construction. Filip Sattler puis, après sa mort, Ondrej Zahner, se chargèrent des gravures et décorations. 
Le chantier se termine en 1754 et devient pour la ville de Olomouc un objet de grande fierté, notamment car la main d'œuvre qui contribua à sa création était composée de citoyens de la ville. La tour a été consacrée le 9 septembre 1754, en présence de l'impératrice Marie-Thérèse et son mari François Ier.

## Description
La colonne est dominée par les statues en cuivre dorées de la Sainte Trinité, accompagnées par l'archange Michel au sommet et l'Assomption de Marie sur le tronc sous eux.  
La base de la colonne, constituée de trois étages, est entourée de 18 statues de saints et de 14 reliefs dans des cartouches ornés. Au niveau du plus haut étage se trouvent des saints liés à la vie de Jésus sur terre, parmi sa famille on trouve sainte Anne et saint Joachim, saint Joseph et Jean le Baptiste qui a préparé son arrivée et ensemble avec lui saint Laurent de Rome et saint Jérôme. Trois reliefs représentent les trois valeurs chrétiennes de la Foi, de l'Espoir et de l'Amour. 
L'étage en dessous du précédent est dédié aux saints moraves Cyrille et Méthode, qui en 863 étendirent le christianisme en Grande Moravie (Méthode devint archevêque de Moravie). On trouve aussi un espace consacré à Blaise de Sébaste, à qui on a dédié une des principales églises d'Olomouc; au saint patron des Tchèques saint Adalbert et saint Jean Népomucène, dont les cultes étaient très importants en Moravie. 
À l'étage le plus bas, il est possible de voir la silhouette de saint Maurice et d'un autre saint patron tchèque, saint Venceslas, auquel furent consacrées deux célèbres églises d'Olomouc; le saint patron autrichien saint Florian, qui était aussi perçu comme protection contre différents malheurs, les incendies en tête; enfin, on aperçoit aussi saint Jean de Capistran, qui par deux fois visita la ville afin d'y prêcher; notons aussi la présence de saint Antoine de Padoue, membre de l'ordre des franciscains, qui possédait à Olomouc un important monastère près de l'église sainte Marie de l'Immaculé Conception; et saint Louis de Gonzague, patron des étudiants, dont la statue exprime l'importance que la ville accordait à son université.

## La statue de Jean Sarkander
La statue du saint, mort en martyr, Jean Sarkander  se trouve au deuxième niveau de la colonne et fait office de symbole de pureté. Jean Sarkander était un prêtre qui subit le martyre aux prémices de la guerre de Trente Ans, car il refusa de déroger au principe du privilège prêtre-pénitent. Il est intéressant de noter que les créateurs de la colonne prirent un risque en disposant la statue de Sarkander, car l'homme n'était alors pas reconnu comme saint — ce n'est qu'en 1995 que Jean-Paul II le canonisa. Cela montre au moins que son culte en tant que martyr était extrêmement puissant.

## La chapelle intérieure
À l'intérieur de la colonne se trouve une petite chapelle avec notamment des reliefs représentant les sacrifices d'Abel et Caïn, mais aussi de Noé, Abraham et Isaac ou encore Jésus mort sur la croix. En fond de ces reliefs on peut voir les villes de Jérusalem et d'Olomouc. Auparavant, les offices divins se tenaient dans la chapelle : le prêtre disposait d'un espace à l'intérieur, tandis que les croyants se tenaient à l'extérieur et écoutaient. 

## Inscriptions
Sur la colonne figurent quatre inscriptions latines avec un chronogramme, selon la numérotation romaine, et qui donne si l'on fait la somme la date de 1754, soit l'année ou la colonne fut achevée. 

### Sur la place sud
À l'entrée de la chapelle
trIVnI VeroqVe Deo
praesentIbVs aVgVstIs
franCIsCo atqVe theresIa
CoLossVs Iste
a CarDInaLe troIer
ConseCratVs 9. sept.
À la Trinité et au Dieu unique
En la présence de leurs Majestés
François et Thérèse
A été consacrée
Par sa grandeur le Cardinal Troyer
Le 9 septembre
Sur la partie supérieure
gLorIa Deo patrI
Deo fILIo
Deo paraCLeto
Gloire à Dieu le père
Au fils de Dieu
Au Saint Esprit

### Sur la place nord-est
saCrata sInt
eI soLI
CorDa oMnIa
Qu'ils soient consacrés
A lui en personne
De tout cœur

### Sur la place nord-ouest
In fIDe pLena
spe fIrMa
CharItate perfeCta
Dans la plénitude de la foi
Un espoir inébranlable
Un Amour parfait

## Timbre de poste
La colonne de la peste d'Olomouc est représentée sur les timbres de postes de la Tchéquie à hauteur de 14 Kč, cela depuis le 11 septembre 2002.